# Ronald Florijn
Ronald Florijn (Leiden, 21 april 1961) is een Nederlands roeier. Hij vertegenwoordigde Nederland op verschillende grote internationale wedstrijden. In totaal nam hij viermaal deel aan de Olympische Spelen en won hierbij twee gouden medailles. Verder won Florijn driemaal de Rotsee Regatta en onder andere de Holland Beker en de Henley Royal Regatta.

## Levensloop
Florijn was aanvankelijk een succesvol skiffeur. Hij werd Nederlands kampioen op dit onderdeel en won in 1982 bij de Skiffhead in Amsterdam. Hij roeide bij Die Leythe uit zijn geboortestad, waar hij als jeugdlid was begonnen en waar hij nog steeds actief is. Een jaar later won hij de Koninklijke Hollandbeker.
Florijn deed viermaal mee aan Olympische Spelen, in 1980, 1988, 1992 en 1996. Tijdens de Olympische Zomerspelen 1988 in Seoel wonnen hij en Nico Rienks goud in de dubbel twee. Hij maakte ook deel uit van de roeiploeg Holland Acht die tijdens de Olympische Zomerspelen 1996 in Atlanta eerste werd. Florijn en Rienks waren de eerste roeiers sinds Jack Beresford in 1936, die zowel olympisch kampioen werden bij het scullen als bij het boordroeien.
Florijn studeerde arbeids- en organisatiepsychologie aan de Rijksuniversiteit Leiden. Hij werkte voor Arbo Unie en heeft sinds 2004 zijn eigen bedrijf Human Energy Management en HJZSport. Hij is Ridder in de Orde van Oranje-Nassau.
Hij was aangesloten bij de R.S.V.U. Okeanos.
Florijn is getrouwd met voormalig Duits toproeister Antje Rehaag. Zowel hun dochter Karolien als zoon Finn waren in 2021 en 2024 lid van de olympische roeiploeg, en ook hun jongste zoon Beer komt als roeier uit voor Nederland.
Zoon Finn en dochter Karolien wonnen in 2024 een olympische gouden medaille als lid van de Nederlandse roeiploeg: Finn als lid van de dubbelvier, Karolien in de skiff.

## Titels
- Olympisch kampioen acht met stuurman - 1996
- Olympisch kampioen dubbeltwee - 1988
- Nederlands kampioen skiff - 1982

## Palmares

### roeien (skiff)
- 1983: 9e WK - 7.14,02

### roeien (dubbel twee)
- 1988:  OS - 6.21,13
- 1989:  WK - 6.24,68
- 1990: 8e WK - 7.35,68
- 1991: 10e Wereldbeker III - 7.31,71

### roeien (dubbel vier)
- 1986: 5e WK - 5.53,62
- 1987: 6e WK - 6.27,01
- 1991:  WK - 6.13,03
- 1992: 5e OS - 5.48,92

### roeien (acht met stuurman)
- 1993: 5e WK - 5.42,79
- 1994:  WK - 5.25,10
- 1995:  WK - 5.55,54
- 1996:  OS - 5.42,74

Ronald Florijn · 
Nico Rienks
Hans Kelderman · 
Ronald Florijn · 
Koos Maasdijk · 
Rutger Arisz
Michiel Bartman · 
Ronald Florijn · 
Koos Maasdijk · 
Nico Rienks · 
Diederik Simon · 
Niels van Steenis · 
Niels van der Zwan · 
Henk-Jan Zwolle · 
Jeroen Duyster (stuurman)
1904: John Mulcahy & William Varley ·
1920: Paul Costello & John B. Kelly, Sr. ·
1924: Paul Costello & John B. Kelly, Sr. ·
1928: Paul Costello & Charles McIlvaine ·
1932: Kenneth Myers & Garrett Gilmore ·
1936: Jack Beresford & Leslie Southwood ·
1948: Richard Burnell & Bert Bushnell ·
1952: Tranquilo Cappozzo & Eduardo Guerrero ·
1956: Aleksandr Berkoetov & Joeri Tjoekalov ·
1960: Václav Kozák & Pavel Schmidt ·
1964: Oleg Tjoerin & Boris Doebrovsky ·
1968: Anatoli Sass & Aleksandr Timosjinin ·
1972: Aleksandr Timosjinin & Gennadi Korsjikov ·
1976: Frank Hansen & Alf Hansen ·
1980: Joachim Dreifke & Klaus Kröppelien ·
1984: Bradley Lewis & Paul Enquist ·
1988: Nico Rienks & Ronald Florijn ·
1992: Stephen Hawkins & Peter Antonie ·
1996: Agostino Abbagnale & Davide Tizzano ·
2000: Luka Špik & Iztok Čop ·
2004: Sébastien Vieilledent & Adrien Hardy ·
2008: David Crawshay & Scott Brennan ·
2012: Nathan Cohen & Joseph Sullivan  ·
2016: Martin Sinković & Valent Sinković ·
2020: Hugo Boucheron & Matthieu Androdias  ·
2024: Andrei Cornea & Marian Enache
1900: Carr & DeBaecke & Exley & Geiger & Hedley & Juvenal & Lockwood & Marsh & Abell ·
1904: Cresser & Gleason & Schell & Flanagan & Armstrong & Lott & Dempsey & Exley & Abell ·
1908: Gladstone & Kelly & Johnstone & Nickalls & Burnell & Sanderson & Etherington-Smith & Bucknall & Maclagan ·
1912: Burgess & Swann & Wormald & Horsfall & Gillan & Garton & Kirby & Fleming & Wells ·
1920: Jacomini & Graves & Jordan & Moore & Sanborn & Johnston & Gallagher & King & Clark ·
1924: Carpenter & Kingsbury & Lindley & Miller & Rockefeller & Sheffield & Spock & Wilson & Stoddard ·
1928: Stalder & Brinck & Frederick & Thompson & Dally & Workman & Caldwell & Donlon & Blessing ·
1932: Salisbury & Blair & Gregg & Dunlap & Jastram & Chandler & Tower & Hall & Graham ·
1936: Morris & Day & Adam & White & McMillin & Hunt & Rantz & Hume & Moch ·
1948: I. Turner & D. Turner & Hardy & Ahlgren & Butler & Brown & Smith & Stack & Purchase ·
1952: Shakespeare & Fields & Dunbar & Murphy & Detweiler & Proctor & Frye & Stevens & Manring ·
1956: Charlton & Wight & Cooke & Beer & Esselstyn & Grimes & Wailes & Morey & Becklean ·
1960: Rulffs & Schröder & F. Schepke & K. Schepke & von Groddeck & Hopp & Bittner & Lenk & Padge ·
1964: J. Amlong & T. Amlong & Budd & Clark & Cwiklinski & Foley & Knecht & Stowe & Zimonyi ·
1968: Meyer & Schreyer & Henning & Hottenrott & Ulbricht & Hirschfelder & Siebert & Ott & Tiersch ·
1972:  Hurt & Veldman & Joyce & Hunter & Wilson & Earl & Coker & Robertson & Dickie ·
1976: Baumgart & Döhn & Klatt & Lück & Wendisch & Kostulski & Karnatz & Prudöhl & Danielowski ·
1980: Krauß & Koppe & Kons & Friedrich & Doberschütz & Karnatz & Dühring & Höing & Ludwig ·
1984: Turner & Neufeld & Evans & Main & Steele & Evans & Crawford & Horn & McMahon ·
1988: Maennig & Möllenkamp & Mellinghaus & Schultz & Wessling & Eichholz & Domian & Rabe & Klein ·
1992: Wallace & Robertson & Forgeron & Barber & Marland & Rascher & Crosby & Porter & Paul ·
1996: Zwolle & Simon & Bartman & Maasdijk & Van der Zwan & Van Steenis & Florijn & Rienks & Duyster ·
2000: Lindsay & Hunt-Davis & Dennis & Attrill & Grubor & West & Scarlett & Trapmore & Douglas ·
2004: Read & Allen & Ahrens & Hansen & Deakin & Beery & Hoopman & Volpenhein & Cipollone ·
2008: Light & Rutledge & Byrnes & Wetzel & Howard & Seiterle & Kreek & Hamilton & Price ·
2012: Adamski & Kuffner & Johannesen & Reinelt & Schmidt & Müller & Mennigen & Wilke & Sauer ·
2016: Durant & Ransley & Triggs Hodge & Gotrel & Reed & Bennett, Langridge & Satch & Hill ·
2020: Mackintosh & Bond & Murray & Brake & Williamson & Wilson & Kirkham & Macdonald & Bosworth ·
2024: Bolding & Carnegie & Gibbs & Ford & Dawson & Elwes & Digby & Rudkin & Brightmore